# 鯖読み
鯖読み（さばよみ、サバ読み）とは、年齢などをごまかすこと。慣用句の「鯖を読む」を名詞化したものである。
- 実際の数値より大きく言うことを、鯖読み（さばよみ）という。同義語として下駄を履かせる。
- 実際の数値より小さく言うことを、逆鯖（ぎゃくさば、逆サバ）という。

ただし、年齢や体重など少ない方が良いと考えることが多いものについては逆に小さく言うことが鯖読み、大きく言うことが逆鯖となる。

## 語源
鯖は大量に捕れるが鮮度の低下も早い。現在のような冷凍技術を持ちえなかった昔の漁師や魚屋は、時間を惜しんで鯖の数量を目分量でざっと計測して、傷む前に急いで売りさばいた、という逸話から、「自称でしかないいい加減な数値」という意味合いへ変化したとの説がある。
また、日本海でとれた鯖を福井県小浜市から滋賀県を通って京都へ運ぶ「鯖街道」と呼ばれる道がある。水揚げ後、塩をして、急いで運ぶと京についた頃に食べ頃になる。このことから日にちを少なく言うことを「鯖を読む」と言うようになったという説がある。他にも、鯖は傷むのが早いので、この街道を運ぶ際に傷んでしまう分をあらかじめ余分に荷造りしたことから「鯖を読む」と言うようになったとする説もある。
異説として、語源は鯖ではなく禅宗寺院などで行われる「生飯（さば）」作法であるとするものが有名である。食事の時、僧侶は餓鬼に布施するために自分の飯椀の中から5粒程の飯粒をより分ける。この作法を「生飯をよる」と呼び、転じて「鯖を読む」になったとする。

## 芸能人
芸能人がサバを読んでいたことがたびたび明らかとなっており、自身も2歳サバを読んでいた岡本夏生は「年齢詐称は芸能界ではご挨拶代わり」と言っている。
- 1987年に、アメリカのポルノ女優のトレーシー・ローズの年齢詐称が発覚。デビュー時の年齢が15歳だったことが判明し大問題となりトレーシーはポルノ界を引退した[2]。
- 荒井注は、ザ・ドリフターズの加盟時にリーダーのいかりや長介が年上になるように、自身の年齢を3歳詐称した[2]。
- 「1972年生まれ」と公表していた三井ゆりだが、1997年に同級生が「1968年生まれ」と週刊誌にタレ込み、4歳の年齢詐称が発覚し、CMを降板するなどした。
- 2007年、夏川純の年齢詐称疑惑を東スポが報道し、1983年生まれの23歳ではなく1980年生まれの26歳で3歳サバを読んでいたことを認めた[1][2][3]。
- 2008年、久本雅美が劇団に入団する際に22歳ではなく20歳と2歳サバ読んだことを告白した[2]。
- 2008年、沢本あすかは当時22歳としていたが、逮捕され30歳と報道され、8歳サバを読んでいたことが発覚した[4]。
- 2009年、後藤麻衣は当時31歳と公表していたが、逮捕で36歳と報道され5歳の年齢詐称が発覚した[2]。
- 2010年4月、2年前に他界した直木賞作家の星川清司が、5歳サバを読んでいたことが明らかになった。病弱で寅年生まれは運が強いため、寅年生まれにしていたという。それまで直木賞の最年長記録は1991年に65歳で受賞した古川薫だったが、星川は1990年に68歳で受賞しており上回ることが分かった[5]。
- ほしのあきは、1978年生まれとしていたが、1977年生まれと改定した。1歳サバを読んでいた[2]。
- はるな愛が、1976年生まれと公表していたが、1972年生まれであると4歳サバを読んでいたことを告白した[2]。
- 2012年、手島優が、2歳サバを読んでおり27歳ではなく29歳であることを告白。21歳でデビューが決まったが10代でないと売れないと言われ、19歳でデビューしたという[1]。
- 眞鍋かをりは、1981年3月31日と公表していたが、実際は1980年5月31日生まれで304日サバを読んでいたことを告白[1]。
- 岡本夏生は、自ら志願して24歳だったの22歳として2歳サバを読みデビューした[1]。
- 2015年、冠二郎が当時65歳と公表していたいが、実際は70歳で、5歳下にしていたことが報じられ、デビュー当時から偽っていたことを認めた[6]。
- 「原菜つ子」名義で写真集もだしていた女性が、2017年に逮捕。38歳としていたが、実際は63歳で、25歳下に読んでいた[7]。
- 2018年、美川憲一が71歳ではなく73歳と2歳サバを読んでいることを週刊誌が報道した[1]。
- 2020年、ボビー・オロゴンは、事務所のプロフィールでは1973年生まれだったが、埼玉県警の発表では1966年生まれで、7歳サバを読んでいたことが発覚した[8]。